# Bagryana (cratère)
Bagryana est un cratère d'impact présent à la surface de Mercure. 
Ce cratère fut ainsi nommé par l'Union astronomique internationale en 2015 en hommage à la poétesse bulgare Elisaveta Bagriana. 
Son diamètre est de 101 km. Il se situe dans le quadrangle d'Eminescu (quadrangle H-9) de Mercure.